# Gnonsiane Niombla
Gnonsiane Niombla (n. 9 iulie 1990, la Villeurbanne) este o jucătoare de handbal din Franța care joacă pentru clubul românesc Gloria 2018 Bistrița-Năsăud și echipa națională a Senegalului pe postul de intermediar stânga.

## Biografie
Niombla a fost prima dată selecționată în echipa națională a Franței pe 20 martie 2013, într-un meci împotriva Rusiei. Jucătoarea a făcut parte dintre handbalistele alese de selecționerul Alain Portes pentru a participa la Campionatul Mondial din 2013, desfășurat în Serbia. În cursul acestui mondial, echipa Franței, în reconstrucție, a realizat un parcurs fără greșeală în faza grupelor, cu cinci victorii, învingând inclusiv și Muntenegru, campioana Europei și medaliată cu argint la Jocurile Olimpice din 2012. Franța a învins și Japonia înainte de a fi eliminată în mod neașteptat în sferturile de finală de către Polonia. Gnonsiane Niombla a jucat în cele cinci meciuri din faza grupelor și a înscris 10 goluri. Accidentată în ultimul meci al grupelor, Niombla a fost înlocuită pentru restul turneului de Dounia Abdourahim.
Gnonsiane Niombla a fost din nou selectată în echipa Franței în 2015, pentru Campionatul Mondial din Danemarca, unde în nouă meciuri a marcat 28 de goluri. În luna martie 2016, ea a semnat un contract cu echipa românească CSM București, pentru care a jucat două sezoane. La Jocurile Olimpice din 2016 de la Rio Niombla și selecționata franceză au obținut în premieră medalia de argint. În decembrie a participat la Euro 2016, unde Franța a terminat pe locul III, învingând selecționata daneză în meciul pentru medalia de bronz. Această medalie a fost urmată de cucerirea titlului mondial în 2017 la campionatul desfășurat în Germania, cel de al doilea titlu pentru naționala franceză după cel din 2003. În vara anului 2018 s-a transferat la Metz Handball. La sfârșitul anului a participat la Euro 2018, unde la turneul desfășurat pe teren propriu selecționata franceză a obținut medaliile de aur. După un sezon la Metz s-a transferat la echipa maghiară Siófok KC pentru care a jucat doi ani. În 2021 s-a întors în Franța și a semnat un contract cu Paris 92. Din 2023 Niombla joacă pentru echipa românească Gloria 2018 Bistrița-Năsăud, cu care în cadrul turneului Final Four de la Graz a disputat finala Ligii Europene, competiția care a înlocuit Cupa EHF, pierdută în fața echipei norvegiene Storhamar HE.
După mai bine de trei ani în care nu a fost convocată pentru naționala franceză, din 2023 Gnonsiane Niombla a hotărât să evolueze pentru echipa națională a Senegalului.

## Palmares
- Jocurile Olimpice:
  -  Medalie de argint: 2016

- Campionatul Mondial:
  -  Medalie de aur: 2017

- Campionatul European:
  -  Medalie de aur: 2018
  -  Medalie de bronz: 2016

- Campionatul European de Junioare:
  -  Câștigătoare: 2007

- Liga Campionilor:
  -  Medalie de bronz (Turneul Final Four): 2017, 2018
  - Locul 4 (Turneul Final Four): 2019

- Cupa Cupelor:
  -  Finalistă: 2015

- Liga Europeană:
  -  Finalistă (Turneul Final Four): 2021, 2024

- Campionatul Franței:
  -  Câștigătoare: 2015, 2019
  -  Medalie de argint: 2013, 2016
  -  Medalie de bronz: 2022

- Cupa Franței:
  -  Câștigătoare: 2014, 2019
  -  Finalistă: 2023
  - Semifinalistă: 2015

- Cupa Ligii Franței:
  -  Câștigătoare: 2015, 2016
  -  Finalistă: 2014

- Liga Națională:
  -  Câștigătoare: 2017, 2018
  -  Medalie de bronz: 2024

- Cupa României:
  -  Câștigătoare: 2017, 2018
  -  Medalie de bronz: 2024

- Supercupa României:
  -  Câștigătoare: 2016, 2017
  -  Finalistă: 2024

## Distincții individuale
- Cel mai bun intermediar stânga (All-Star Team) la Campionatul European de Junioare: 2007;[30]

## Decorații
- Cavaler al Ordinului Național de Merit: 2016;[31]